# 4340 Dence
4340 Dence eller 1986 JZ är en asteroid i huvudbältet som upptäcktes den 4 maj 1986 av den amerikanska astronomen Carolyn S. Shoemaker vid Palomar-observatoriet. Den är uppkallad efter Michael R. Dence.
Asteroiden har en diameter på ungefär 8 kilometer.